# Afrika állatvilága
Afrika állatvilága változatos.

Az afrotropikus és a madagaszkári faunaterület

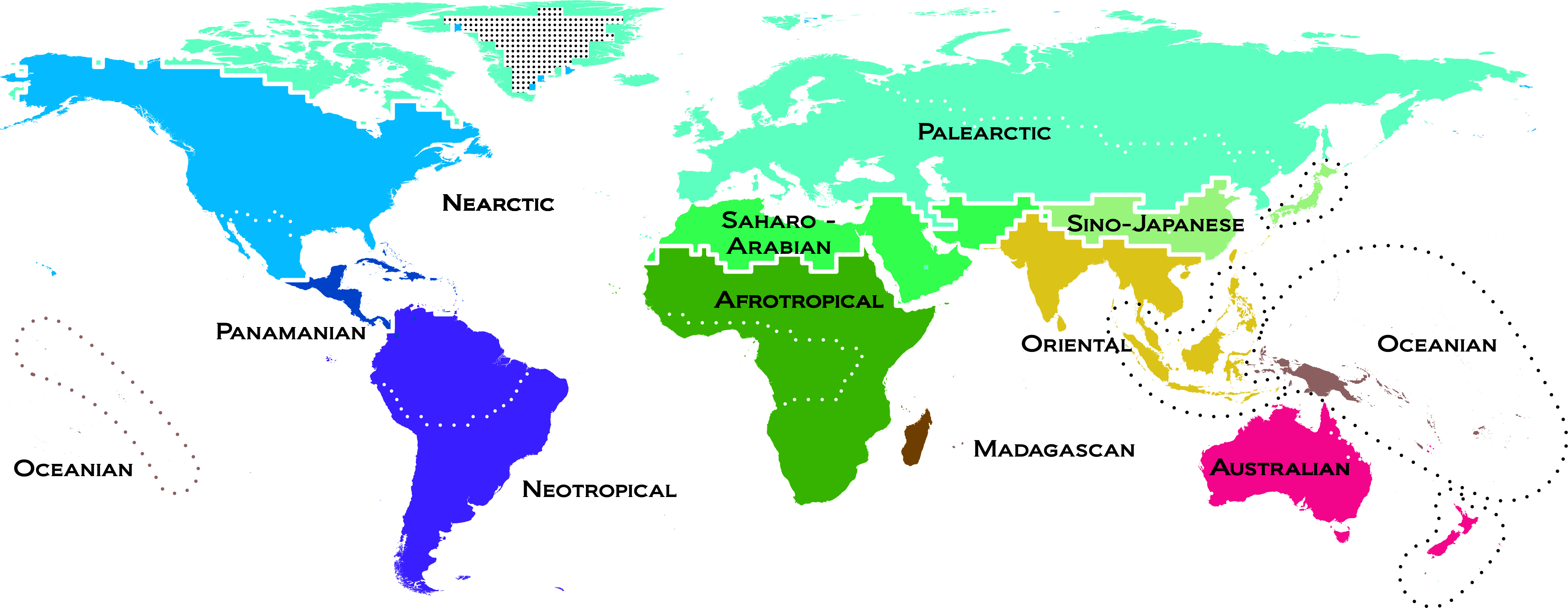
Faunabirodalmak a Koppenhágai Egyetem (Center for Macroecology, Evolution and Climate) szerint

A palearktikus faunatartomány

A Földközi-tenger partvidéke és a tőle délre húzódó sáv az állatföldrajzi beosztás szerint a mediterrán faunavidék része. A Szaharától délre elterülő rész az afrotropikus faunaterület (etiópiai faunaterület). Ezt többnyire három faunatartományra osztják:
- nyugat-afrikai faunatartomány,
- kelet-afrikai faunatartomány és
- dél-afrikai faunatartomány.

A mediterrán faunavidék és az afrotropikus faunaterület határán a rendkívül szegényes állatvilágú Szaharában egy átmeneti zóna alakult ki.
A kontinenstől keletre, az Indiai-óceánban fekvő Madagaszkár (és a környező kis szigetek) állatvilága a hosszú elszigeteltség miatt annyira egyedi jellegű, hogy önálló állatföldrajzi egység ként különítették el: ez a madagaszkári faunaterület; több szerzőnél egyenesen madagaszkári faunabirodalom, a WWF beosztása szerint madagaszkári ökozóna.

## Emlősök

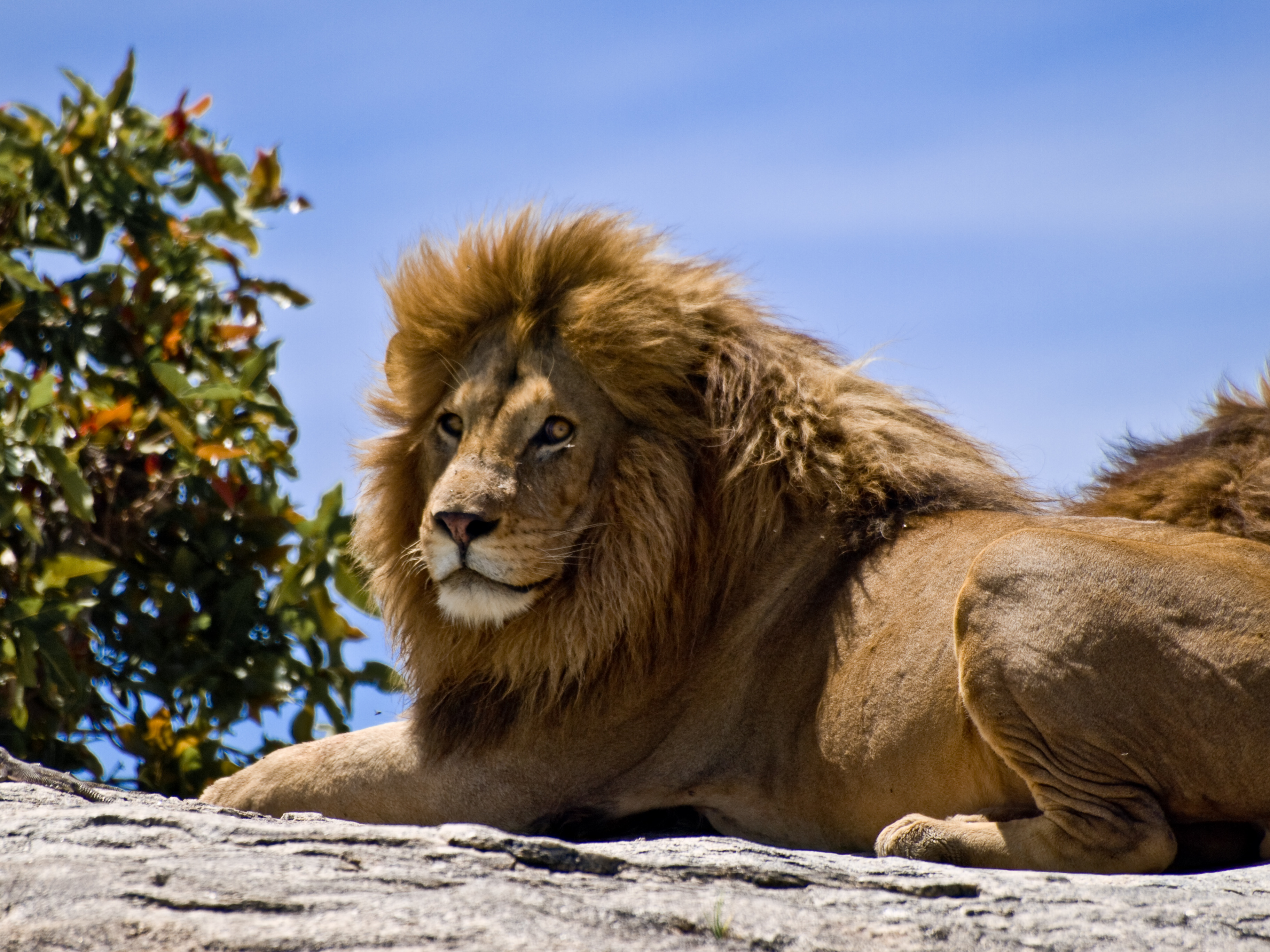
Hím oroszlán

A kontinens sok emlősállatnak ad otthont. A földrész emlősei például a földimalac, a csövesfogúak rendjének egyetlen ma élő faja és hosszú fülei vannak, valamint termeszekkel táplálkozik. Az elefántcickányok a földrész egyik legkisebb emlősállatai. A sivatagi sün egy afrikai sün. A kontinens rágcsálói a bozótmókusok, afrikai földimókusok, afrikai csíkos mókusok, versenyegerek, nádipatkányok, akácia patkányok, ugrónyulak, csupasz turkáló, csíkos fűegér, tarajos sül, sörényes patkány, tüskésegerek. Afrikában is élnek nyúlak dél-afrikai folyaminyúl, fokföldi nyúl, bozóti nyúl, etióp hegyinyúl. A dél-afrikai medvefóka Afrika délnyugati partjain és Ausztrália partjain is megtalálható. A hiénafélék nemcsak dögevők, még vadászni is szokott a falka, kacagásszerű hangja van. Az oroszlán a földrész legnagyobb macskaféléje, a hímoroszlánnak van sörénye és a nőstényoroszlánnak nincs sörénye. A leopárd az oroszlánnal ellentétben magányos, foltjai vannak. A szervál macskaféle, 3 méter magasra is képes ugrani. A lapátfülű róka hosszú füleivel olyan hangot is hall, amit az ember nem. A csíkos görény, foltosnyakú vidra és a rövidlábú görény a kontinens néhány menyétféléje. A sivatagi hiúz nem csak Afrikában fordul elő, hanem Ázsiában is. A méhészborz híres vakmerőségéről és vadságáról. A mongúzok szembeszállnak a kobrával. A sakál kutyaféle, az afrikai szavannán az észak-amerikai prérifarkas szerepét tölti be. A cibetmacskák nem tartoznak a macskafélék közé, hanem egy külön család. A kafferbivaly hiába növényevő, veszélyes lehet az emberre is. A bóbitásantilop-formák az afrikai őserdő antilop családja. Az impala az afrikai szavanna egyik antilopfaja. Az őzantilop egy kisebb antilop. A nádiantilop-formák más néven mocsári antilopok a mocsarak közelében élnek. A bejza egy hosszú szarvú antilop. A szasszánál van egy érdekesség, az hogy a nőstény nagyobb, mint a bak. A zsiráfnyakú gazella más néven gerenuk, ez a másik neve a szomáli nyelvben azt jelenti „hosszú nyakú antilop”. A nílusi víziló a statisztikák szerint Afrika legveszélyesebb állata. A gazella is az afrikai szavannában él. A zebra a földrész egyik lóféléje, csíkjai a rejtőzködést szolgálják, az ősellensége az oroszlán fekete-fehérben látja a világot, így nem veszi észre a zebrát. A fekete orrszarvú és a fehér orrszarvú a földrész két orrszarvú faja, mindegyiküknek két tülke van. A tobzoskáknak, ezeknek az emlősállatoknak tobozszerű pikkelyeik vannak. Ez a földrész ad otthont a világ legnagyobb szárazföldi állatának (afrikai elefánt), a legmagasabb állatnak (zsiráf) és a leggyorsabban futó állatnak (gepárd). Bár az okapinak rövid nyaka van és csíkos lábai, a zsiráfnak rokona. Ez a földrész ad még otthont a legközelebbi rokonaink között négynek (közönséges csimpánz, bonobó, keleti gorilla és nyugati gorilla).

## Madarak

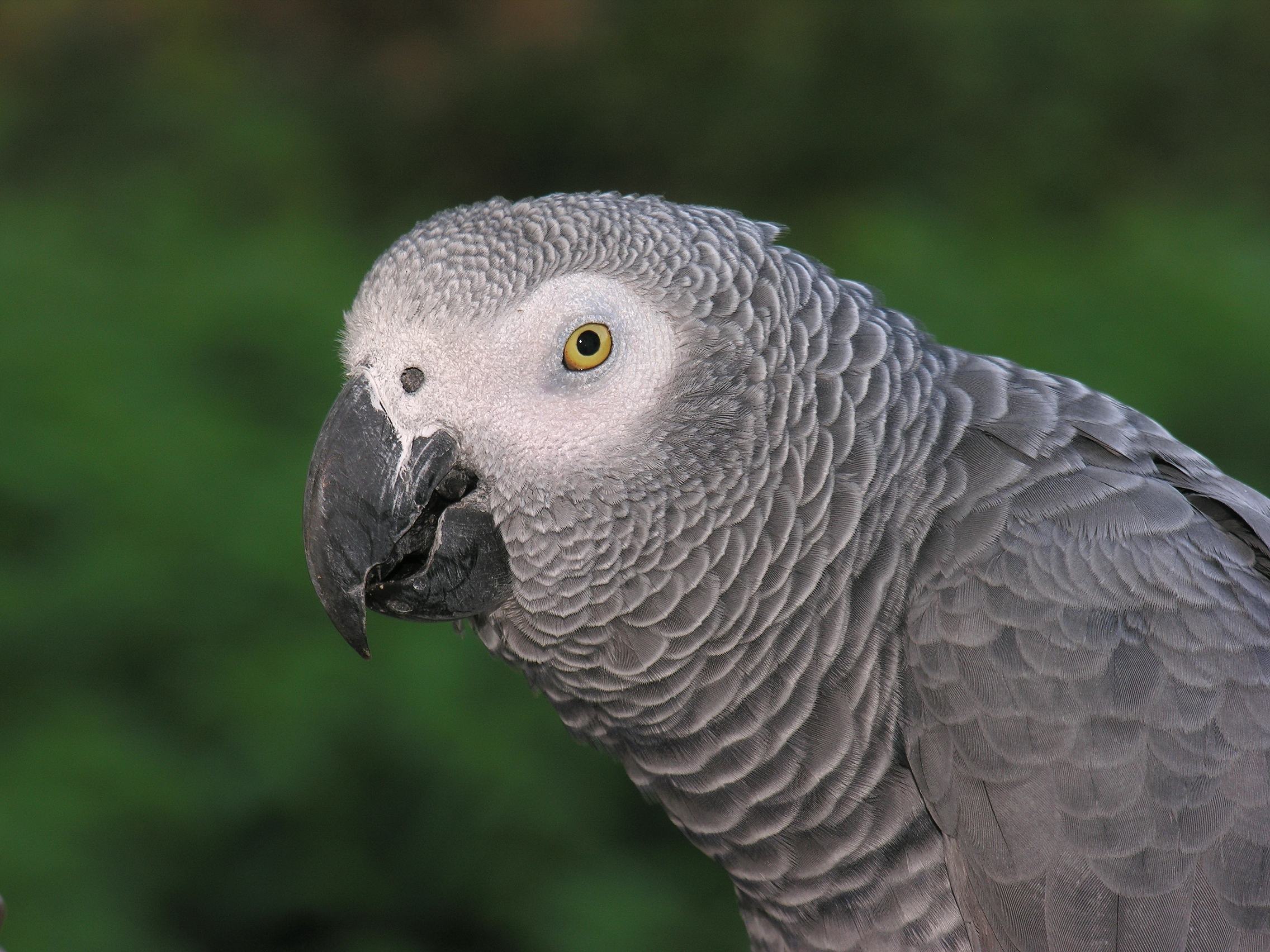
Egy jákópapagáj portréja.

Afrikában, mint a többi földrészen itt is élnek madarak. A kontinens madarai közé tartozik a világ legnagyobb madara, a strucc is. A nektármadárféléknek hosszú, vékony, lefelé görbülő csőrük és hosszú nyelvük van. A kígyászkeselyű a mérges kígyókat úgy pusztítja el, hogy sétálva, futva keresi áldozatát, a megtalálás után rálép, vagy szárnyaival leszorítja, csőrével öli meg vagy addig rugdossa, amíg el nem pusztulnak. A földrész tyúkalakúi a gyöngytyúkfélék, kongói páva, harlekinfürj, kővi fogoly, kék fürj és a Francolinus nem fajai. Az óvilági keselyűk valamennyi faja a földrészen is megtalálható, a dög fölött köröznek a magasba a keselyűk. Afrika déli partjain pápaszemes pingvin kolóniák is fellelhetőek. A flamingók színét az határozza meg, hogy mit esznek, csőrükkel szűrik ki a garnélát. A jákópapagáj a kontinens egyik papagája, 300-400 szót is megtanul kimondani. A szövőmadarak és a nyűvájók is a földrész madárvilágának részei.

## Hüllők

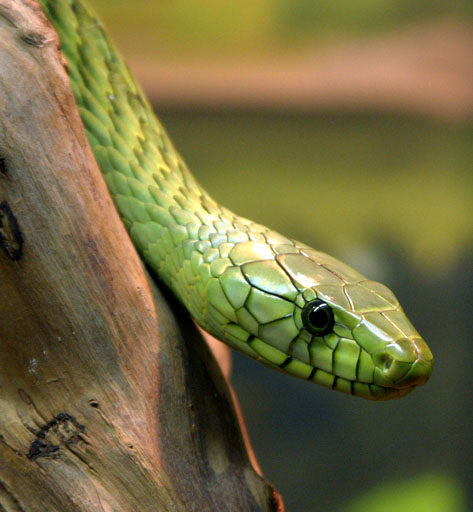
Zöld mamba.

A nílusi krokodil a földrész egyik legnagyobb hüllője, hossza elérheti a 6,45 métert, súlya az 1043–1089 kg-ot, sok hegyes foga van. A sarkantyús teknős a kontinens legnagyobb teknőse. Afrika ad otthont sok mérges kígyónak, például kobrafajnak, a fekete mambának, a zöld mambának és a gaboni viperának. A nílusi varánusz a kontinens legnagyobb gyíkja.

## Kétéltűek
Afrikában él a világ legnagyobb békája, a góliátbéka (Conraua goliath).

## Halak

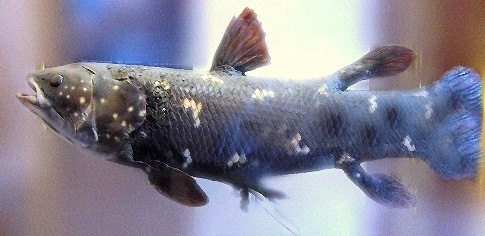
Bojtosúszós maradványhal.

Afrika tengerében él a bojtosúszós maradványhal. Erről a halról sokáig azt hitték a tudósok, hogy már rég kipusztult. A bölcsőszájú hal a porontyokat a szájában tartja, ha veszély leselkedik rájuk.

## Gerinctelenek

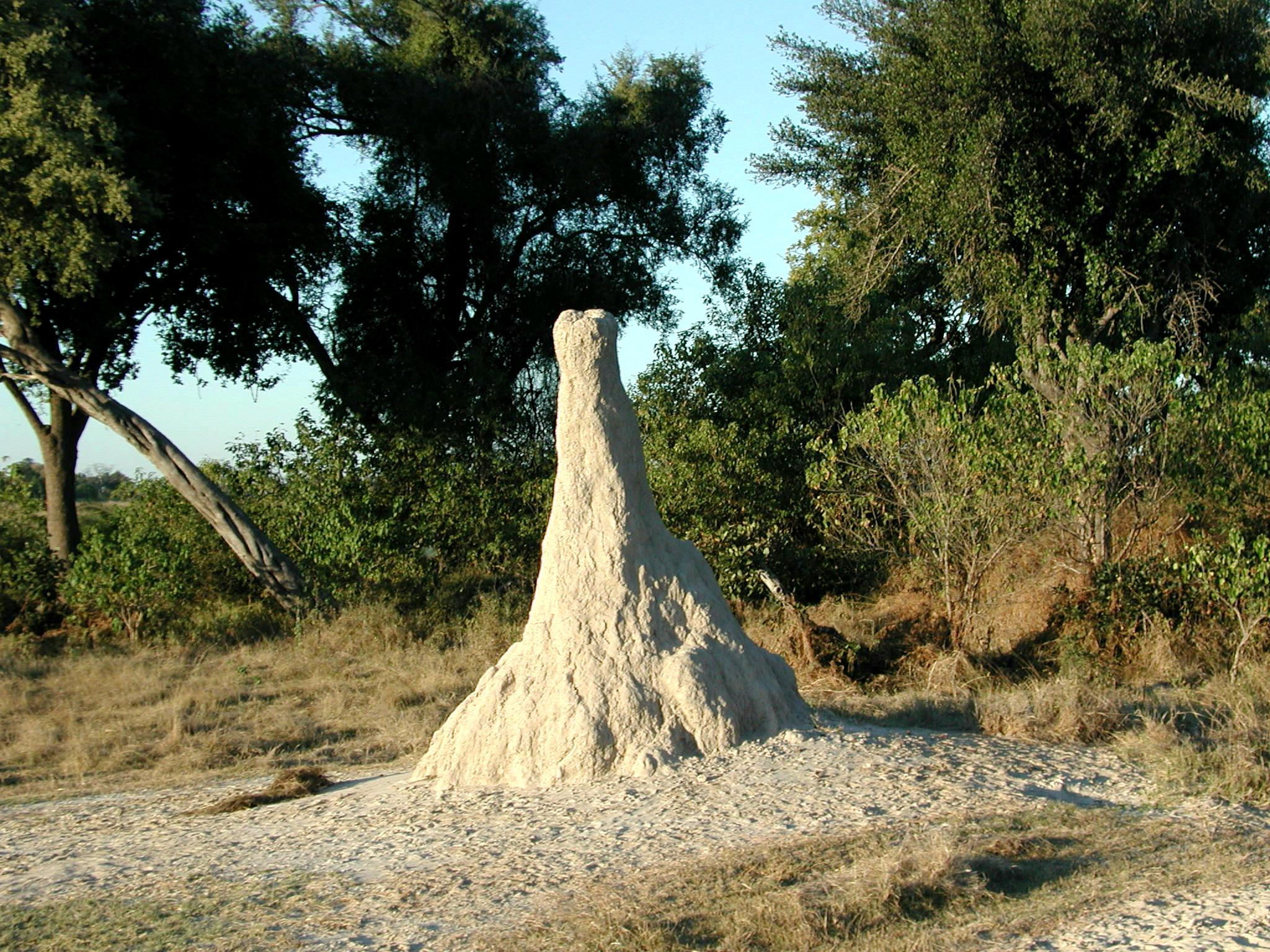
Egy termeszvár Botswanában.

A rovarokközé tartozó termeszek telepes élőlények. A termeszvárat sárból építik. A termeszkirálynő 30000 petét rak naponta.
A trópusi részek (Nyugat-afrikai faunatartomány, Kelet-afrikai faunatartomány) jellegzetes pókszabásúi az ostorfarkúak (Uropygi) és az ostorlábúak (Amblypygi)

## Fordítás
- Ez a szócikk részben vagy egészben  a   Fauna of Africa című angol Wikipédia-szócikk fordításán alapul.  Az eredeti cikk szerkesztőit annak laptörténete sorolja fel. Ez a jelzés csupán a megfogalmazás eredetét és a szerzői jogokat jelzi, nem szolgál a cikkben szereplő információk forrásmegjelöléseként.